# Lysimachia filipes
Lysimachia filipes är en viveväxtart som beskrevs av C.Z. Gao och D. Fang. Lysimachia filipes ingår i släktet lysingar, och familjen viveväxter. Inga underarter finns listade i Catalogue of Life.